# Siechnice
Siechnice é um município da Polônia, na voivodia da Baixa Silésia e no condado de Breslávia. Estende-se por uma área de 15,63 km², com 7 245 habitantes, segundo os censos de 2017, com uma densidade de 463 hab/km².